# Monoloxis cinerascens
Monoloxis cinerascens is een vlinder uit de familie van de snuitmotten (Pyralidae). De wetenschappelijke naam van de soort werd voor het eerst geldig gepubliceerd in 1896 door Warren als Nachaba cinerascens.